# Проход
Про́ход (болг. Проход) — село в Бургаській області Болгарії. Входить до складу общини Средець.

## Населення
За даними перепису населення 2011 року у селі проживали 111 осіб.
Національний склад населення села:
| Національність   | Кількість осіб | Відсоток |
| ---------------- | -------------- | -------- |
| болгари          | 81             | 73,6%    |
| цигани           | 27             | 24,5%    |
| Всього відповіли | 110            |          |

Розподіл населення за віком у 2011 році:
Динаміка населення: